# William Waldorf Astor
Pour les autres membres de la famille, voir Famille Astor.
William Waldorf Astor (31 mars 1848, New York - 18 octobre 1919, Brighton), 1er baron Astor, 1er vicomte Astor (en), est un homme politique, diplomate et patron de presse américain, issu de la famille Astor, une riche famille anglo-américaine d'origine allemande.

## Biographie
Il est le fils de John Jacob Astor III (en) (1822–1890), un financier et philanthrope américain, soldat durant la guerre de Sécession et fondateur de la branche anglaise de la famille Astor dont il fut une des plus fortunés de sa génération. 
William Waldorf Astor suit ses études à la Columbia Law School.
Il est élu à la Assemblée de l'État de New York en 1878, puis au Sénat de ce même État en 1880.
En 1882, il est nommé ambassadeur en Italie par le président américain Chester A. Arthur.
Son épouse est Caroline Webster Schermerhorn, (1831–1908).
Il hérite de son père en 1890, faisant de lui l'un des hommes les plus riches des États-Unis. Il rachète au magnat de l'hôtellerie George Boldt (en) le Waldorf Hotel Waldorf–Astoria (en) à New York, qu'il réunit par la suite avec l'Astoria Hotel de son cousin John Jacob Astor IV pour former le Waldorf-Astoria. 
Il part s'installer en Angleterre et acquiert la Lansdowne House (en) à Londres, ainsi que le château Cliveden et le château d'Hever. Il y fera construire le Waldorf Hilton de Londres en 1908.

William Astor et son épouse
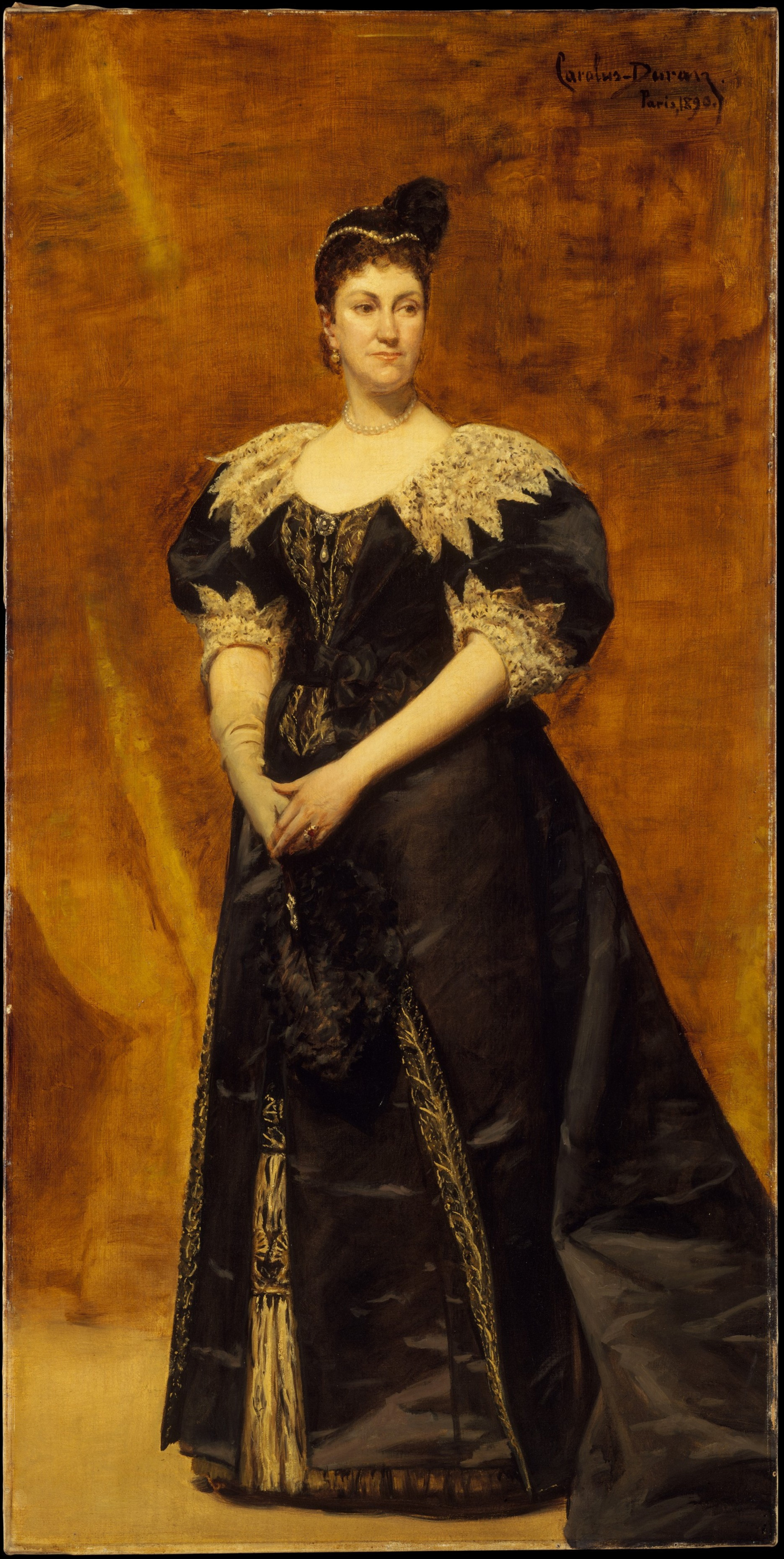
Mrs. William Astor Carolus-Duran, 1890 Metropolitan Museum
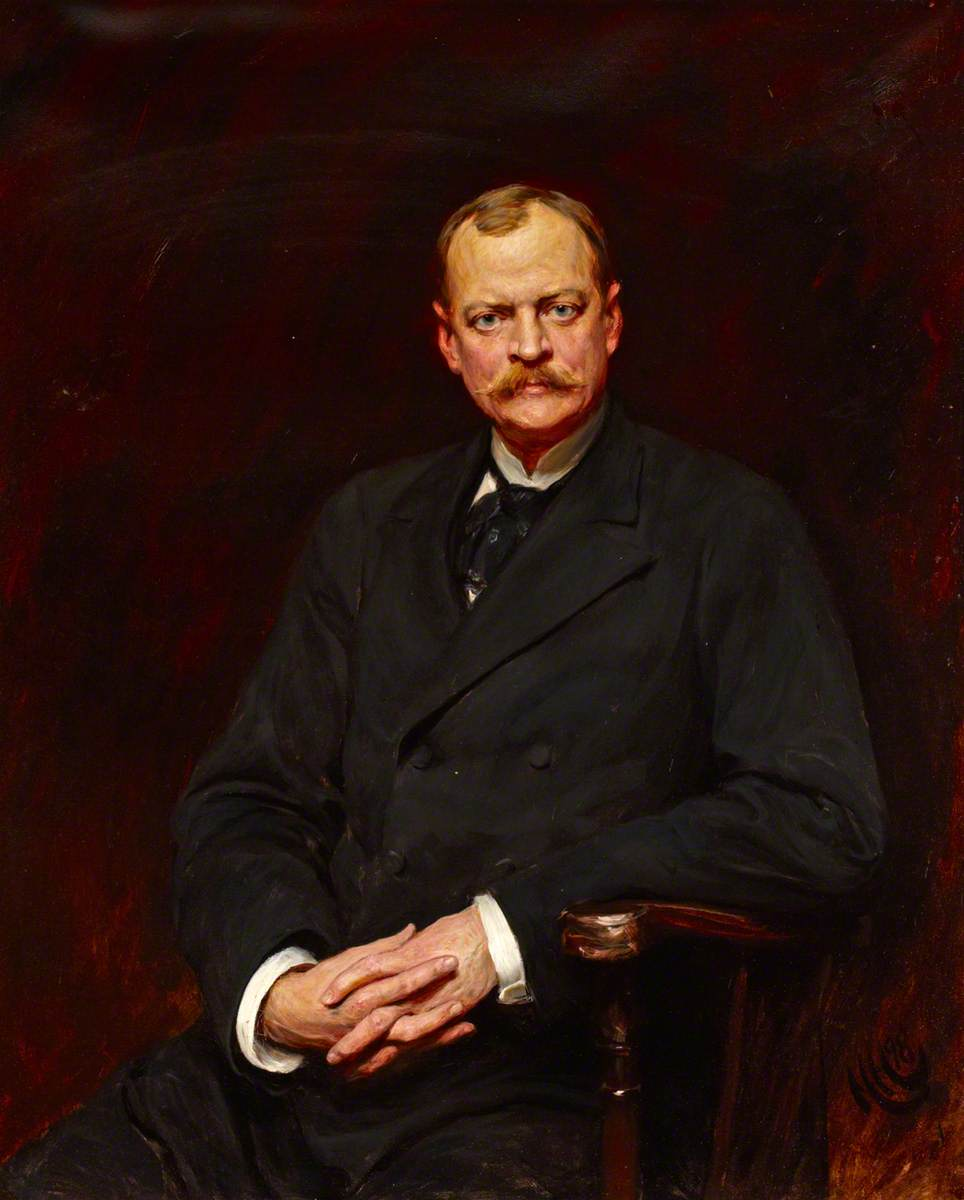
William Waldorf Astor Hubert von Herkomer, 1898 National Trust, Cliveden

Se lançant dans la presse, il rachète le Pall Mall Gazette en 1892 et créé le Pall Mall Magazine. Il acquiert The Observer en 1911.
Il fut créé Baron Astor dans la pairie du Royaume-Uni en 1916, puis Vicomte Astor (en) en 1917.
Il est le père de Waldorf Astor et de John Jacob Astor V, ainsi que le beau-père de Herbert Henry Spender-Clay (en).

## Sources
- Hansard 1803-2005: contributions in Parliament by the Viscount Astor
- Chisholm, Hugh, ed. (1911). "Astor, John Jacob". Encyclopædia Britannica (11th ed.). Cambridge University Press This article also has a paragraph on William Waldorf Astor.
- "Astor, William Waldorf". Collier's New Encyclopedia. 1921.
- "Astor, William Waldorf". The Nuttall Encyclopædia. 1907.